# Gert-Jan Oplaat
Gert-Jan Oplaat (nascido a 22 de Novembro de 1964 em Markelo, Overijssel) é um ex-político holandês.

## Carreira
Foi eleito nas eleições gerais de 1998. Era o porta-voz dqo seu partido para a agricultura. Em 2004 apresentou um panfleto defendendo um rumo mais conservador de direita, juntamente com Geert Wilders.
Em 2022, deixou o VVD por causa do descontentamento com as suas políticas durante a crise do nitrogénio. Após ser procurado por vários partidos, ingressou no BBB agrário.